# Vincent John Baldwin
Vincent John Baldwin (* 13. Juli 1907 in Brooklyn, USA; † 16. September 1979) war ein US-amerikanischer Geistlicher und Weihbischof in Rockville Centre.

## Leben
Vincent John Baldwin empfing am 26. Juli 1931 das Sakrament der Priesterweihe für das Bistum Brooklyn. Er wurde am 6. April 1957 in den Klerus des Bistums Rockville Centre inkardiniert.
Am 4. Juni 1962 ernannte ihn Papst Johannes XXIII. zum Titularbischof von Bencenna und zum Weihbischof in Rockville Centre. Der Bischof von Rockville Centre, Walter Philip Kellenberg, spendete ihm am 26. Juli desselben Jahres die Bischofsweihe; Mitkonsekratoren waren der Weihbischof in New York, James Henry Ambrose Griffiths, und der Weihbischof in Brooklyn, Charles Richard Mulrooney. 
Baldwin nahm an allen vier Sitzungsperioden des Zweiten Vatikanischen Konzils teil. Am 5. Juni 1979 trat Vincent John Baldwin als Weihbischof in Rockville Centre zurück.